# 구조적 하중
구조적 하중(structural load) 또는 구조적 작용(structural action)은 구조 요소에 적용되는 힘, 변형 또는 가속도이다. 하중은 구조에 응력, 변형 및 변위를 유발한다. 공학 분야인 구조 분석은 하중이 구조물과 구조 요소에 미치는 영향을 분석한다. 과도한 하중은 구조적 파손을 초래할 수 있으므로 구조물 설계 시 이를 고려하고 관리해야 한다. 항공기, 인공위성, 로켓, 우주정거장, 선박, 잠수함과 같은 특정 기계 구조물은 고유한 구조적 하중과 작용을 받는다. 엔지니어는 게시된 규정, 계약 또는 시방서를 기반으로 구조적 하중을 평가하는 경우가 많다. 승인된 기술 표준은 인수 검사 및 점검에 사용된다.

## 유형
고정 하중은 오랜 시간 동안 상대적으로 일정한 정적 힘이다. 장력이나 압축 상태에 있을 수 있다. 이 용어는 실험실 테스트 방법이나 재료나 구조의 일반적인 사용을 나타낼 수 있다.
활하중은 일반적으로 가변 또는 이동 하중이다. 여기에는 중요한 동적 요소가 있을 수 있으며 충격, 운동량, 진동, 유체의 출렁거림 역학 등과 같은 고려 사항이 포함될 수 있다.
충격 하중은 재료에 적용되는 시간이 해당 재료의 자연 진동 주기의 1/3 미만인 부하이다.
구조물에 반복적인 하중이 가해지면 피로 손상, 누적 손상 또는 파손이 발생할 수 있다. 이러한 하중은 구조물에 반복적으로 작용하는 하중이거나 진동으로 인해 발생할 수 있다.